# Zawidów I (gromada)
Zawidów I – dawna gromada, czyli najmniejsza jednostka podziału terytorialnego Polskiej Rzeczypospolitej Ludowej w latach 1954–1972.
Gromady, z gromadzkimi radami narodowymi (GRN) jako organami władzy najniższego stopnia na wsi, funkcjonowały od reformy reorganizującej administrację wiejską przeprowadzonej jesienią 1954 do momentu ich zniesienia z dniem 1 stycznia 1973, tym samym wypierając organizację gminną w latach 1954–1972.
Gromadę Zawidów I z siedzibą GRN w Zawidowie (wówczas wsi) utworzono – jako jedną z 8759 gromad na obszarze Polski – w powiecie lubańskim w woj. wrocławskim, na mocy uchwały nr 19/54 WRN we Wrocławiu z dnia 2 października 1954. W skład jednostki wszedł obszar dotychczasowej gromady Zawidów ze zniesionej gminy Zawidów w tymże powiecie. Dla gromady ustalono 13 członków gromadzkiej rady narodowej.
1 stycznia 1957 gromadę zniesiono w związku z nadaniem jej statusu osiedlao nazwie Zawidów. 1 stycznia 1969 Zawidów odzyskał utracony w 1946 roku status miasta. 